# Kroatien ved sommer-OL 2020
Kroatien deltog under Sommer-OL 2020 i Tokyo, som blev afviklet i perioden 23. juli til 8. august 2021.

## Medaljer
| 2020 Tokyo | Guld | Sølv | Bronze | Total |
| Kroatien   | 3    | 3    | 2      | 8     |

### Medaljevinderne
| Kroatien under sommer-OL 2020 i Tokyo | Kroatien under sommer-OL 2020 i Tokyo | Kroatien under sommer-OL 2020 i Tokyo | Kroatien under sommer-OL 2020 i Tokyo | Kroatien under sommer-OL 2020 i Tokyo |
| Medalje                               | Navn                                  | Sport                                 | Event                                 | Dato                                  |
| ------------------------------------- | ------------------------------------- | ------------------------------------- | ------------------------------------- | ------------------------------------- |
| Guld                                  | Matea Jelić                           | Taekwondo                             | Damernes 67 kg                        | 26. juli                              |
| Guld                                  | Martin Sinković Valent Sinković       | Roning                                | Mændenes toer uden styrmand           | 29. juli                              |
| Guld                                  | Mate Pavić Nikola Mektić              | Tennis                                | Herredouble                           | 30. juli                              |
| Sølv                                  | Marin Čilić Ivan Dodig                | Tennis                                | Herredouble                           | 30. juli                              |
| Sølv                                  | Tonči Stipanović                      | Sejlsport                             | Mændenes Laser                        | 1. august                             |
| Sølv                                  | Tin Srbić                             | Gymnastik                             | Mændenes reck                         | 3. august                             |
| Bronze                                | Toni Kanaet                           | Taekwondo                             | Men's –80 kg                          | 26. juli                              |
| Bronze                                | Damir Martin                          | Roning                                | Singlesculler                         | 30. juli                              |